# Fifth Third Bank Tennis Championships 1996
Il Fifth Third Bank Tennis Championships 1996 è stato un torneo di tennis facente parte della categoria ATP Challenger Series nell'ambito dell'ATP Challenger Series 1996. Il torneo si è giocato a Lexington negli Stati Uniti dal 29 luglio al 4 agosto 1996 su campi in cemento.

## Vincitori

### Singolare
Steve Bryan ha battuto in finale  Nicola Bruno con il punteggio di 6–2, 6–4.

### Doppio
Geoff Grant /  Grant Stafford hanno battuto in finale  Chad Clark /  Tamer El Sawy con il punteggio di 7–5, 6–1.